# Beau Geste (1939)
Beau Geste is een Amerikaanse avonturenfilm uit 1939 onder regie van William A. Wellman. Het scenario is gebaseerd op de gelijknamige roman uit 1924 van de Britse auteur P.C. Wren.

## Verhaal
Om de eer van zijn familie hoog te houden bekent Beau Geste een misdaad die hij niet heeft begaan. Hij meldt zich samen met zijn twee broers aan bij het Franse Vreemdelingenlegioen. Ze worden er opgeleid door de tirannieke sergeant Markoff. Vervolgens wordt hun fort aangevallen door woestijnhorden.

## Rolverdeling
| Acteur             | Personage             |
| ------------------ | --------------------- |
| Gary Cooper        | Beau Geste            |
| Ray Milland        | John Geste            |
| Robert Preston     | Digby Geste           |
| Brian Donlevy      | Sergeant Markoff      |
| Susan Hayward      | Isobel Rivers         |
| J. Carrol Naish    | Rasinoff              |
| Albert Dekker      | Schwartz              |
| Broderick Crawford | Hank Miller           |
| Charles Barton     | Buddy McMonigal       |
| James Stephenson   | Henri de Beaujolais   |
| Heather Thatcher   | Patricia Brandon      |
| James Burke        | Luitenant Dufour      |
| G.P. Huntley       | Augustus Brandon      |
| Harold Huber       | Voisin                |
| Donald O'Connor    | Beau Geste (als kind) |